# Rajd Alpejski 1956
Rajd Alpejski 1956 (18. Rallye International des Alpes) – 18. edycja rajdu samochodowego Rajd Alpejski rozgrywanego we Francji od 6 do 13 lipca 1956 roku. Była to dziewiąta runda Rajdowych Mistrzostw Europy w roku 1956.

## Wyniki końcowe rajdu
| Miejsce                      | Kierowca                     | Pilot                        | Samochód                     | Punkty                       | Strata                       |                              |
| Klasyfikacja generalna i ERC | Klasyfikacja generalna i ERC | Klasyfikacja generalna i ERC | Klasyfikacja generalna i ERC | Klasyfikacja generalna i ERC | Klasyfikacja generalna i ERC | Klasyfikacja generalna i ERC |
| ---------------------------- | ---------------------------- | ---------------------------- | ---------------------------- | ---------------------------- | ---------------------------- | ---------------------------- |
| 1.                           | Michel Collange              | Robert Huguet                | Alfa Romeo Giulietta Sprint  |                              | –                            |                              |
| 2.                           | Robert Buchet                | Claude Storez                | Porsche 356 Carrera          |                              |                              |                              |
| 3.                           | Chuck Rickert                | Dave Kriplen                 | Porsche 356 Carrera          |                              |                              |                              |
| 4.                           | André Blanchard              | Guy Jouanneaux               | Denzel                       |                              |                              |                              |
| 5.                           | Jean Estager                 | Jean Prebel                  | Ferrari 250 GT               |                              |                              |                              |
| 6.                           | Paul Ernst Strähle           | Hans Wencher                 | Porsche 356 Carrera          |                              |                              |                              |
| 7.                           | Cuth Harrison                | John Harrison                | Ford Zephyr                  |                              |                              |                              |
| 8.                           | Maurice Gatsonides           | Eddy Pennybacker             | Triumph TR3                  |                              |                              |                              |
| 9.                           | Marcel Lauga                 | Francis Lauga                | Denzel                       |                              |                              |                              |
| 10.                          | Pierre David                 | Jacques Metin                | Peugeot 203                  |                              |                              |                              |